# Ewald-Pauli-Ring
Der Ewald-Pauli-Ring ist ein teilweise asphaltierter, 920 m langer Rundkurs im hessischen Schlüchtern, auf dem Auto- und Rallycross-Veranstaltungen ausgetragen werden. Er befindet sich zwischen Schlüchtern-Innenstadt und dem Ortsteil Hohenzell.

## Geschichte

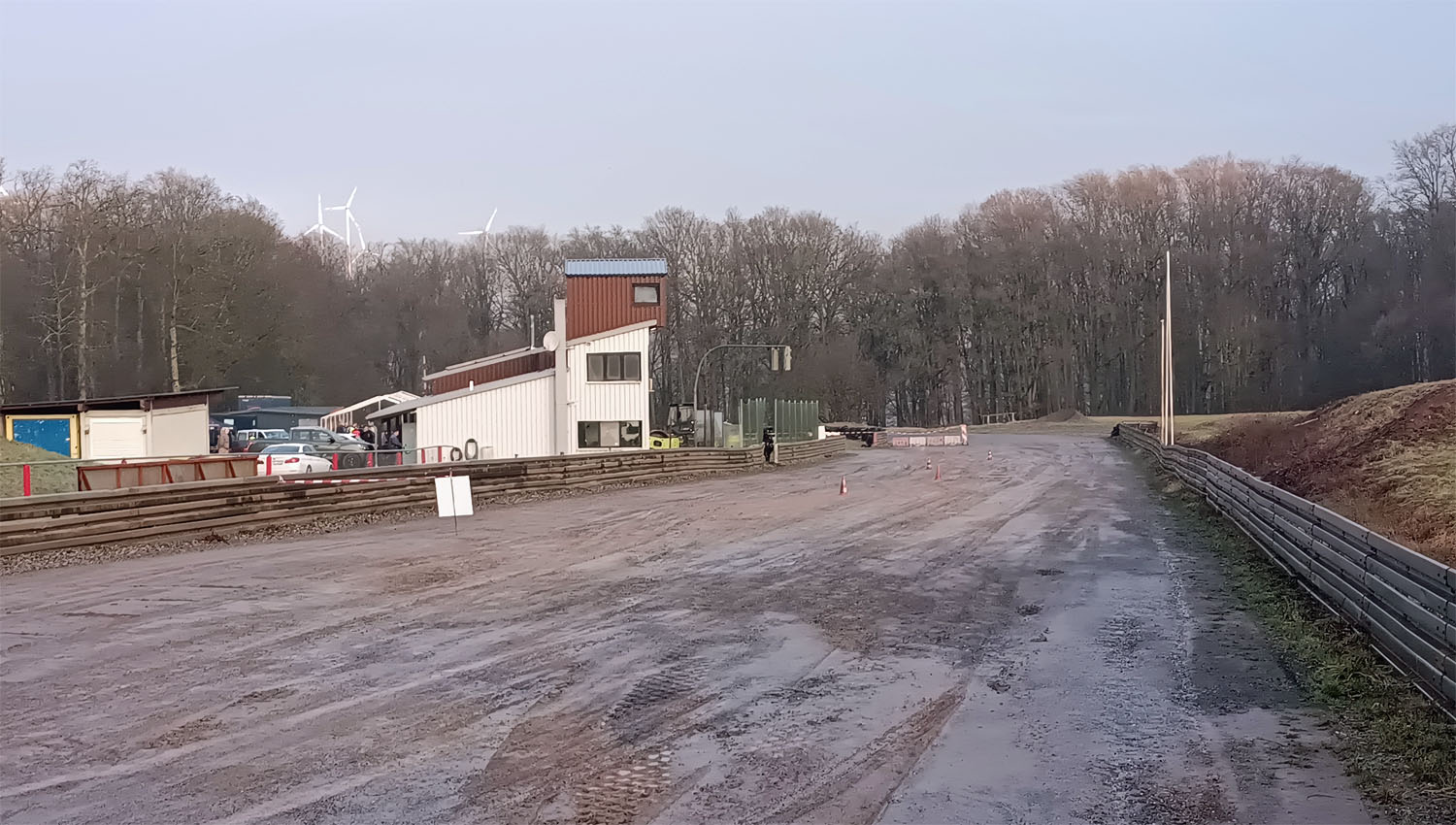
Startgerade des Ewald-Pauli-Rings

Die Strecke ist seit 1998 nach dem 1997 verstorbenen ehemaligen Vereinsvorsitzenden des MSC Schlüchtern, Ewald Pauli, benannt, der mit seinem Club ab 1969 erste Autocross-Rennen in Schlüchtern initiierte und bis 1994 den Verein leitete. Auf der Suche nach einem permanenten Veranstaltungsort wurde dem 1952 gegründeten Verein von der Stadt Schlüchtern ein verwildertes, versumpftes Gelände westlich neben dem ehemaligen Deponiegelände im Bereich der sogenannten „Appelswiese“ zwischen Schlüchtern-Innenstadt und dem Ortsteil Hohenzell als Vereinsgelände zur Verfügung. Auf der teilweise mit Hilfe der Bundeswehr planierten Strecke konnte am Osterwochenende 1971 das erste Autocrossrennen veranstaltet werden. Die damals noch   Autocross-Gelände Hohenzell genannte Strecke war nach der 1966 eröffneten, ersten Version des Heidbergring die zweite permanente Autocross-Rennstrecke in der Bundesrepublik.
Im Januar 1986 wurde das Start- und Zielhaus aufgrund von Brandstiftung zerstört. Das daraufhin errichtete neue Start- und Zielhaus ist das in dem heutigen Clubhaus noch integrierte Gebäude. 2008 wurde das Gebäude modernisiert und erweitert.
2009 wurde er umfangreich zu einer Mehrzweckstrecke für Auto- und Rallycross umgebaut. Das erste Rallycross-Rennen fand im Juni 2010 statt. Neben Auto- und Rallycross finden auf dem Ewald-Pauli-Ring auch Rallye-Sonderprüfungen, Rallyesprints, Enduro-Rennen, Motocross- und Supercrossveranstaltungen statt.

## Streckenbeschreibung

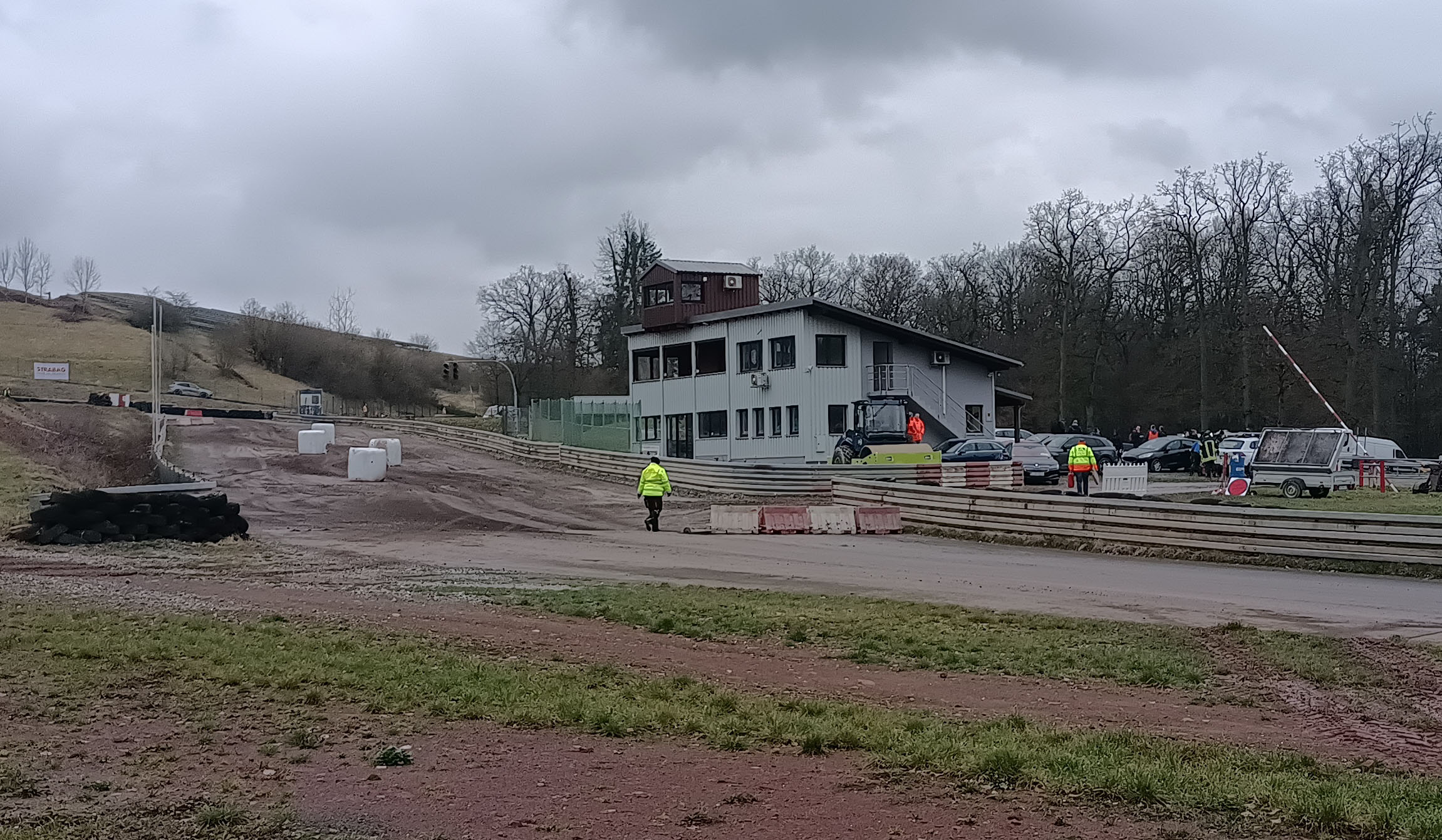
Gebäude der Rennleitung am Ewald-Pauli-Ring

Die Bahn hat eine Länge von 920 m und eine Breite von 8–10 m. Sie besteht zu 30 % aus Grob Asphalt, 50 % aus Glatt Asphalt und 20 % Schotter.
Im Infield ist eine 1,6 km lange Motocrossstrecke angelegt worden.
Die Strecke bietet interessante Kurvenpassagen, aber auch etwas schnellere Abschnitte bei leichten Höhenunterschieden. Der Untergrund ist sehr fest und griffig und bietet deshalb eine sehr gute Traktion. Der Reifenverschleiß ist dabei sehr hoch.
Die Rennstrecke ist sehr zuschauerfreundlich gestaltet, der anliegende Zuschauerhang bietet fast 100 % Übersicht über den Kurs. Das Fahrerlager liegt verwinkelt zwischen vielen Bäumen direkt an der Rennstrecke.

## Veranstaltungen
Von 1976 bis 1988 war der Kurs eine regelmäßige Station der Autocross-Europameisterschaft. Die beiden letzten EM Läufe fanden 1998 und 2002 auf der Strecke statt.
Für die Deutsche Rallycross Meisterschaft (DRX) ist der Ewald-Pauli-Ring (seit 2010) nach dem Estering und dem ebenfalls in Hessen gelegenen Gründautalring eine der beiden wichtigsten Strecken der Meisterschaft. Aktuell (Stand Ende 2024) haben 22 Rennen der deutschen Meisterschaft auf der Strecke stattgefunden.
Daneben war bzw. ist der Kurs Schauplatz folgender Veranstaltungen:
- Deutsche Autocross-Meisterschaft
- Autocross-Nationencup
- ADAC Bergwinkel-Autocross-Cup
- Motocross
- Enduro

## Weblinks

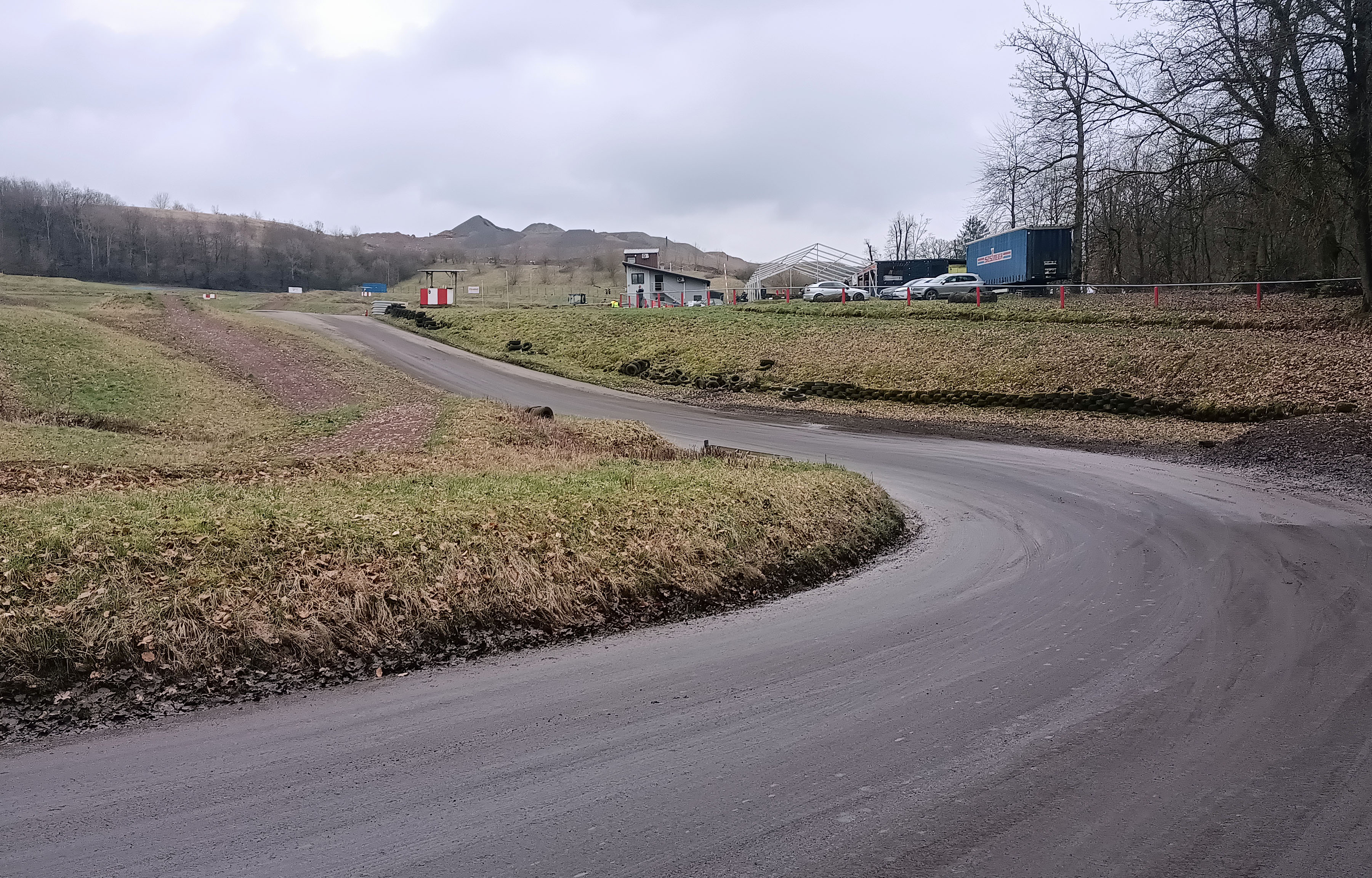
Tiefster Streckenabschnitt des Ewald-Pauli-Rings – Blick in Fahrtrichtung